# 波塔图尔佩泰
波塔图尔佩泰（Pothatturpettai），是印度泰米尔纳德邦Thiruvallur县的一个城镇。总人口18698（2001年）。

## 人口
该地2001年总人口18698人，其中男性9444人，女性9254人；0—6岁人口2983人，其中男1486人，女1497人；识字率57.56%，其中男性为69.92%，女性为44.95%。